# Phora villosa
Phora villosa är en tvåvingeart som beskrevs av Macquart 1843. Phora villosa ingår i släktet Phora och familjen puckelflugor.
Artens utbredningsområde är Algeriet. Inga underarter finns listade i Catalogue of Life.